# Eyalet di Aleppo
L'eyalet di Aleppo (in turco: Eyalet-i Halep), fu un eyalet dell'Impero ottomano nella regione dell'attuale città di Aleppo. Dopo la conquista ottomana l'eyalet venne governato dalla città di Damasco ma dal 1534 Aleppo divenne capitale di un nuovo eyalet indipendente dal precedente. La sua capitale, Aleppo, era la terza più grande città dell'Impero ottomano durante il XVI-XVII secolo.

## Storia
Grazie alla sua posizione strategica ed alle rotte commerciali verso l'Anatolia ad est, Aleppo crebbe prospera e ricca durante la reggenza ottomana, divenendo ad un certo punto la seconda città dell'Impero dopo Costantinopoli. Dalla metà del XVI secolo, Aleppo rimpiazzò Damasco come principale mercato dell'area per i beni provenienti dal Mediterraneo e diretti ad est. Questo si rifletté sul fatto che la Levant Company of London, la compagnia che dal 1581 monopolizzò tutto il commercio inglese nell'Impero ottomano, non pose mai un proprio agente a Damasco pur avendo la possibilità di farlo, preferendogli invece Aleppo. Aleppo prestò servizio come quartier generale per la compagnia sino alla fine del XVIII secolo.
Come risultato di questo sviluppo economico, molti stati europei aprirono propri consolati ad Aleppo durante i secoli XVI e XVII, come ad esempio la Repubblica di Venezia nel 1548, il Regno di Francia nel 1562, il Regno d'Inghilterra nel 1583 ed i Paesi Bassi nel 1613.
Ad ogni modo la prosperità di Aleppo iniziò ad entrare in crisi con il declino prima e poi la caduta della dinastia Safavide nel 1722 in Persia. Dalla metà del secolo, le carovane che trasportavano seta arrivavano a stento ad Aleppo dalla Persia e per giunta la locale produzione siriana non era sufficiente per le richieste dell'Europa. I mercanti europei lasciarono presto Aleppo e la città cadde presto in un torpore economico che perdurò sino alla metà del XIX secolo quando riprese vita grazie al commercio ed alla produzione di cotone e tabacco.
L'economia di Aleppo venne fortemente danneggiata dall'apertura del canale di Suez nel 1869. Questo fattore, unito all'instabilità economica che seguì le riforme da parte del governo centrale ottomano nel 1841, contribuì al definitivo tracollo di Aleppo ed alla rinascita di Damasco come competitore politico ed economico.

## Geografia antropica

### Suddivisioni amministrative
L'Eyalet di Aleppo consisteva di cinque sanjak tra il 1690 ed il 1740:
1. sanjak di Haleb (Paşa Sancağı , Aleppo)
2. sanjak di Maura (Ma'arra Sancağı (Ma'arrat al-Nu'man)
3. sanjak di Balis (Balis Sansağı )
4. sanjak di Uzeyr (Uzeyr Sancağı, Payas)
5. sanjak di Kilis (Kilis)